# Габсбург, Отто фон
Кронпринц Отто фон Австрийский (при рождении — эрцгерцог Franz Joseph Otto Robert Maria Anton Karl Max Heinrich Sixtus Xaver Felix Renatus Ludwig Gaetan Pius Ignatius von Österreich; 20 ноября 1912[…], Villa Wartholz, Австро-Венгрия — 4 июля 2011[…], Пёккинг, Бавария) — на протяжении 84 лет глава дома Габсбург-Лотарингского, старший сын последнего австрийского императора Карла I и Циты Пармской.

## Биография

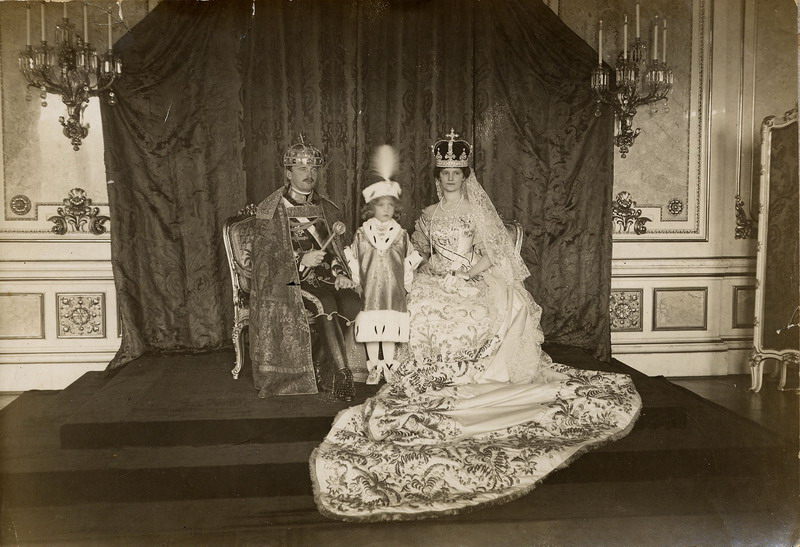
На коронационной фотографии с родителями

После распада Австро-Венгерской империи в 1918 году семья Карла I была вынуждена покинуть родину и отправилась сначала в Швейцарию, а потом на Мадейру, где Карл I умер в 1922 году.
Отто фон Австрийский жил в Испании и Бельгии. В 1935 году он окончил Лёвенский католический университет, защитив диплом по политико-социальной тематике.
Он хорошо знал пять языков: немецкий, венгерский, французский, английский и испанский. Также в меньшей степени знал итальянский, португальский и латынь.
Его родственники, Максимилиан фон Гогенберг и Эрнст фон Гогенберг, за противодействие аншлюсу в 1938 году были арестованы гестапо и заключены в концлагерь, а сам Отто в 1940 году через Португалию бежал в Вашингтон. Отто фон Австрийский говорил следующее о гитлеровской идеологии:

Я отвергаю идею фашизма для Австрии. Это антиавстрийское движение обещает всё и всем, но намеревается жесточайшим образом покорить австрийский народ. Мы не допустим, чтобы наша прекрасная родина стала эксплуатируемой колонией, а австрийцы — людьми второго сорта.

В 1950-х годах Отто фон Австрийский вместе со своей супругой поселился в баварском Пёккинге. Он был гражданином Германии, но имел также гражданство трёх стран, которыми в прошлом правил его отец, — Австрии, Хорватии и Венгрии.
В 1961 году отказался от претензий на австрийский престол, вследствие чего в 1966 году ему было позволено вернуться в Австрию. В 1961 году Франко предложил ему стать королём Испании, но Отто отказался и от этого предложения. Он проявил себя последовательным сторонником идеи объединённой Европы, в 1979—1999 годах представлял Христианско-социальный союз в Европарламенте, в 1973—2004 годах возглавлял Международный панъевропейский союз.

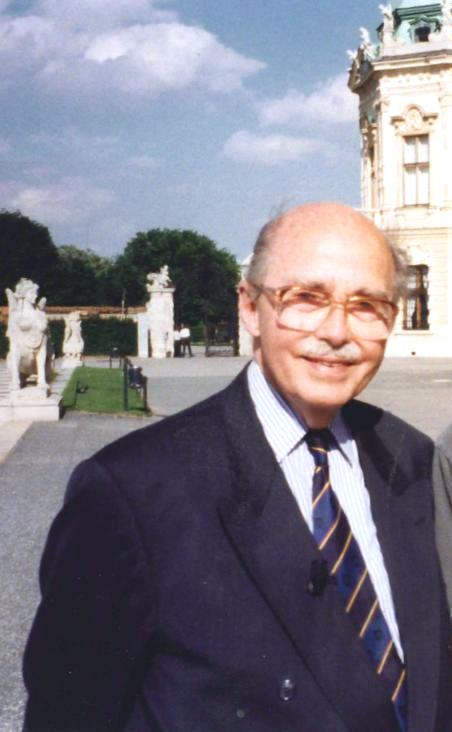
Отто фон Габсбург в 1998 году.

В 1989 году Отто фон Австрийский стал одним из главных инициаторов и организаторов так называемого «Панъевропейского пикника» на австро-венгерской границе, в ходе которого была открыта граница между двумя государствами. Около шестисот жителей ГДР воспользовались этой возможностью, чтобы бежать через Венгрию в ФРГ.
В 2005 году в своем докладе на тему «Новая Европа» в Университете Джонса Хопкинса в Балтиморе, штат Мэриленд, он заявил, что для Европы самой большой проблемой является Россия и власть Путина. Он сказал: «Путин очень открыто заявляет о своих намерениях. Гитлер поступал точно так же. Такие люди слов на ветер не бросают. Дело может дойти до катастрофы, если остальной мир никак не будет реагировать на существующие опасности».
C 1 апреля 1922 года и до смерти Отто фон Австрийский являлся не только главой дома Габсбург-Лотарингского, но и формальным претендентом на престолы целого ряда уже не существующих королевств, таких как Венгерское, Богемское, Иллирийское и даже Иерусалимское, которое не существует с 1291 года, но де юре и де факто, как и его потомки, в связи с его отказом от трона (в 1961 году, от трона коронных земель Австрии и Испании), официально такого права лишился.
С 1 января 2007 года отказался от статуса главы Габсбург-Лотарингского дома и передал его сыну Карлу.
Скончался 4 июля 2011 года на 99-м году жизни, во сне, в своём поместье в Германии. 16 июля 2011 года в Вене в Императорском склепе прошло погребение эрцгерцога Отто фон Габсбурга (официально Отто фон Австрийского).

## Семья
10 мая 1951 года вступил в брак с Региной Саксен-Мейнингенской (1925—2010). У них было семеро детей: пять дочерей и два сына. На момент своей смерти в 2011 году у Отто было 7 детей, 22 внука и 2 правнука.
Дети:
- Андреа фон Габсбург[англ.] (род. 30 мая 1953); вышла замуж за графа Карла Ойгена фон Нейпперга, три сына и две дочери.
- Моника фон Габсбург[англ.] (род. 13 сентября 1954, сестра-близнец Михаэлы); вышла замуж за Луиса Гонзагу де Казанова-Карденас, графа Сантанджело, гранда Испании, четверо сыновей.
- Михаэла фон Габсбург[англ.] (род. 13 сентября 1954, сестра-близнец Моники); была дважды замужем, два сына и дочь от второго брака.
- Габриэла фон Габсбург (род. 14 октября 1956), посол Грузии в Германии с 2009 по 2013 года; была замужем за Кристианом Мейстером, сын и две дочери.
- Вальбурга фон Габсбург (род. 5 октября 1958), депутат шведского риксдага, вице-президент Панъевропейского союза; замужем за графом Арчибальдом Дугласом (представителем древнего рода шведского дворянства), один сын.
- Карл фон Габсбург (род. 11 января 1961), нынешний Глава дома Габсбургов; женат на баронессе Франческе Тиссен-Борнемиса, сын и две дочери.
- Георг фон Габсбург (род. 16 декабря 1964), президент Красного креста Венгрии; женат на герцогине Эйлике Ольдербургской, сын и две дочери.

## Ордена и награды
Глава дома Габсбургов наследует титул великого магистра следующих орденов:
- Великий магистр ордена Золотого Руна
- Великий магистр и кавалер Большого креста Королевского ордена Святого Стефана
- Великий магистр и кавалер Большого креста ордена Леопольда

Иностранные награды
- Кавалер орден Святого Благовещения (1953)
- Кавалер Большого креста ордена Святых Маврикия и Лазаря (1953)
- Кавалер Большого креста ордена Короны Италии (1953)
- Кавалер инсигний Королевского ордена святого Януария
- Кавалер Большого креста ордена Непорочного зачатия Девы Марии Вилла-Викозской
- Бальи Большого Креста Чести и Послушания Суверенного Военного Мальтийского Ордена
- Кавалер I класса ордена Креста земли Марии (16 февраля 1996 года, Эстония)
- Командор ордена Великого князя Литовского Гядиминаса (8 января 2003 года, Литва)[11]
- Орден князя Ярослава Мудрого V степени (2007, Украина)
- Кавалер Большого креста ордена Почётного легиона (2009)
- Кавалер Большого креста ордена Святого Григория Великого (1980)
- Кавалер Большого креста ордена Святого Сильвестра Папы
- Кавалер Большого креста ордена Карла III
- Командор ордена Трёх звёзд (20 октября 2003 года, Латвия)[12]
- Рыцарь Ордена Золотого льва Нассау
- Почётный гражданин города Агридженто (Италия)[13].